# Fladnitz im Raabtal
Fladnitz im Raabtal är en ort i  kommunen Kirchberg an der Raab i Österrike. Den ligger i distriktet Südoststeiermark i förbundslandet Steiermark.
Fladnitz im Raabtal var tidigare en självständig kommun, men blev den 1 januari 2015 en del av kommunen Kirchberg an der Raab.